# Jean von Luxemburg
Prinz Jean Félix Marie Guillaume von Luxemburg (* 15. Mai 1957 auf Schloss Betzdorf, Betzdorf, Luxemburg) ist ein luxemburgischer Prinz und Unternehmer.

## Familie
Jean ist ein Sohn des ehemaligen Großherzogs Jean von Luxemburg und seiner Frau, Prinzessin Joséphine Charlotte von Belgien und Bruder des seit 2000 regierenden Großherzogs Henri. Er hat eine Zwillingsschwester namens Margaretha, welche mit Prinz Nikolaus von Liechtenstein  verheiratet ist.
Der Prinz lebt in Paris, wo er auch seine Frau Helene Vestur kennenlernte. Sie heirateten am 27. Mai 1987 und haben vier Kinder: Marie-Gabrielle (* 1986), Constantin (* 1988), Wenceslas (* 1990) und Carl-Johann (* 1992). Jean von Luxemburg hat am 26. September 1986 auf sein Thronfolgerecht verzichtet; er ist seit 2009 in zweiter Ehe mit Diane de Guerre (* 1962) verheiratet. Seine Kinder führen gemäß großherzoglichem Erlass vom 27. November 2004 die Titel Prince/Princesse de Nassau mit der Anrede Königliche Hoheit, verbleiben jedoch ohne Thronfolgerecht.

## Karriere
Jean von Luxemburg studierte in Luxemburg, in der Schweiz und in Frankreich. Nach dem Besuch der Royal Military Academy Sandhurst erhielt er 1977 sein Offizierspatent. 1979 wurde er Hauptmann in den Streitkräften Luxemburgs. 1986 machte er seinen Master of Business Administration bei Insead. Später war er im Finanzsektor und in der Wasserindustrie tätig.
Prinz Jean muss sich seit 2005 im Großherzogtum Luxemburg wegen des Verdachts der Beteiligung an der „Bombenlegeraffäre“ verteidigen, wobei die diesbezüglichen verschwörungstheoretischen Gerüchte und Anfeindungen gegen ihn seit Jahrzehnten bestehen.
Prinz Jean war Präsident der Französisch-Luxemburgischen Handelskammer, ist Berater des Energiekonzerns Engie (vormals GDF Suez), geschäftsführender Vizepräsident der Suez Fondation, Vorstandsmitglied des Trinkwasserherstellers Degrémont (eines Spin-offs von Suez S.A.). 2006 erwarb er von der Suez Environnement deren südafrikanische Tochtergesellschaft WSSA (Water & Sanitation South Africa) und brachte sie unter das Dach seiner luxemburgischen Holding Mea Aqua, einem Unternehmen mit heute über 2.500 Mitarbeitern, das Trinkwasserlösungen in Afrika und Nahost anbietet.

## Vorfahren
| Ahnentafel Jean, Prinz von Luxemburg (* 1957) | Ahnentafel Jean, Prinz von Luxemburg (* 1957)                                                          | Ahnentafel Jean, Prinz von Luxemburg (* 1957)                                                                    | Ahnentafel Jean, Prinz von Luxemburg (* 1957)                                                | Ahnentafel Jean, Prinz von Luxemburg (* 1957)                                                                    | Ahnentafel Jean, Prinz von Luxemburg (* 1957)                                                                                    | Ahnentafel Jean, Prinz von Luxemburg (* 1957)                                                    | Ahnentafel Jean, Prinz von Luxemburg (* 1957)                                                                               | Ahnentafel Jean, Prinz von Luxemburg (* 1957)                                                                               |
| --------------------------------------------- | --- | --- | -------------------------------------------------------------------------------------------- | --- | --- | ------------------------------------------------------------------------------------------------ | --- | --- |
| Ururgroßeltern                                | Herzog Karl III. (Parma) (1823–1854) ⚭ 1845 Prinzessin Louise Marie Thérèse von Frankreich (1819–1864) | König Michael I. (Portugal) (1802–1866) ⚭ 1851 Prinzessin Adelheid von Löwenstein-Wertheim-Rosenberg (1831–1909) | Großherzog Adolph (1817–1905) ⚭ 1851 Prinzessin Adelheid Marie von Anhalt-Dessau (1833–1916) | König Michael I. (Portugal) (1802–1866) ⚭ 1851 Prinzessin Adelheid von Löwenstein-Wertheim-Rosenberg (1831–1909) | Prinz Philippe von Belgien, Graf von Flandern (1837–1905) ⚭ 1867 Prinzessin Maria Luise von Hohenzollern-Sigmaringen (1845–1912) | Herzog Carl Theodor in Bayern (1839–1909) ⚭ 1874 Infantin Maria Josepha von Portugal (1857–1943) | König Oskar II. (Schweden) (1829–1907) ⚭ 1857 Prinzessin Sophia von Nassau (1836–1913)                                      | König Friedrich VIII. (Dänemark) (1843–1912) ⚭ 1869 Prinzessin Louise von Schweden (1851–1926)                              |
| Urgroßeltern                                  | Herzog Robert I. (Parma) (1848–1907) ⚭ 1884 Infantin Maria Antonia von Portugal (1862–1959)            | Herzog Robert I. (Parma) (1848–1907) ⚭ 1884 Infantin Maria Antonia von Portugal (1862–1959)                      | Großherzog Wilhelm IV. (1852–1912) ⚭ 1893 Infantin Maria Anna von Portugal (1861–1942)       | Großherzog Wilhelm IV. (1852–1912) ⚭ 1893 Infantin Maria Anna von Portugal (1861–1942)                           | König Albert I. (Belgien) (1875–1934) ⚭ 1900 Herzogin Elisabeth Gabriele in Bayern (1876–1965)                                   | König Albert I. (Belgien) (1875–1934) ⚭ 1900 Herzogin Elisabeth Gabriele in Bayern (1876–1965)   | Prinz Carl von Schweden, Herzog von Västergötland (1861–1951) ⚭ 1897 Prinzessin Ingeborg Charlotte von Dänemark (1878–1958) | Prinz Carl von Schweden, Herzog von Västergötland (1861–1951) ⚭ 1897 Prinzessin Ingeborg Charlotte von Dänemark (1878–1958) |
| Großeltern                                    | Prinz Felix von Bourbon-Parma (1893–1970) ⚭ 1919 Großherzogin Charlotte (1896–1985)                    | Prinz Felix von Bourbon-Parma (1893–1970) ⚭ 1919 Großherzogin Charlotte (1896–1985)                              | Prinz Felix von Bourbon-Parma (1893–1970) ⚭ 1919 Großherzogin Charlotte (1896–1985)          | Prinz Felix von Bourbon-Parma (1893–1970) ⚭ 1919 Großherzogin Charlotte (1896–1985)                              | König Leopold III. (Belgien) (1901–1983) ⚭ 1926 Prinzessin Astrid von Schweden (1905–1935)                                       | König Leopold III. (Belgien) (1901–1983) ⚭ 1926 Prinzessin Astrid von Schweden (1905–1935)       | König Leopold III. (Belgien) (1901–1983) ⚭ 1926 Prinzessin Astrid von Schweden (1905–1935)                                  | König Leopold III. (Belgien) (1901–1983) ⚭ 1926 Prinzessin Astrid von Schweden (1905–1935)                                  |
| Eltern                                        | Großherzog Jean (1921–2019) ⚭ 1953 Prinzessin Joséphine Charlotte von Belgien (1927–2005)              | Großherzog Jean (1921–2019) ⚭ 1953 Prinzessin Joséphine Charlotte von Belgien (1927–2005)                        | Großherzog Jean (1921–2019) ⚭ 1953 Prinzessin Joséphine Charlotte von Belgien (1927–2005)    | Großherzog Jean (1921–2019) ⚭ 1953 Prinzessin Joséphine Charlotte von Belgien (1927–2005)                        | Großherzog Jean (1921–2019) ⚭ 1953 Prinzessin Joséphine Charlotte von Belgien (1927–2005)                                        | Großherzog Jean (1921–2019) ⚭ 1953 Prinzessin Joséphine Charlotte von Belgien (1927–2005)        | Großherzog Jean (1921–2019) ⚭ 1953 Prinzessin Joséphine Charlotte von Belgien (1927–2005)                                   | Großherzog Jean (1921–2019) ⚭ 1953 Prinzessin Joséphine Charlotte von Belgien (1927–2005)                                   |
| Jean von Luxemburg (* 1957)                   | | |                                                                                              | | |                                                                                                  | | |